# Mechthild Sarrazin
Mechthild Sarrazin (* 3. April 1920 in Parchau, Kreis Karthaus als Mechthild von Fischer; † 14. Oktober 2014 in Recklinghausen) war eine deutsche Bildhauerin und Malerin.
Sie wurde als Tochter eines westpreußischen Gutsbesitzers geboren und verbrachte ihre Jugendzeit von 1922 bis 1945 auf dem elterlichen Gut Zandersdorf (Kreis Konitz), wo sie die polnische Volksschule besuchte und Privatunterricht erhielt. 1933 wechselte sie auf das Lyzeum in Bromberg, 1934 an das Altenburger Stift (Thüringen), wo sie bis zur Obersekundareife blieb. 1937/38 besuchte sie die Viktoriaschule in Danzig und legte schließlich 1940 am Helene-Lange-Gymnasium in Zoppot das Abitur ab. Bereits bei Kriegsausbruch 1939 wurde sie als Lehrerin in Konitz und Zandersdorf verpflichtet. 
Sie studierte von 1940 bis 1942 Zoologie, Botanik und Geologie in Freiburg/Br. und Innsbruck. Als zwei ihrer Brüder im Krieg fielen, musste sie ihr Studium abbrechen und in der elterlichen Landwirtschaft mithelfen. 1943 heiratete sie den Arzt und Schriftsteller Hans-Christian Sarrazin (1914–2013), mit dem sie vier Kinder hatte. In der Endphase des Zweiten Weltkriegs kam sie zunächst als Flüchtling vorübergehend bei Verwandten in Gera unter, wo ihr ältester Sohn, der Politiker und Autor Thilo, zur Welt kam. Nach Kriegsende wurde Recklinghausen zur neuen Heimat der Familie. 
20 Jahre widmete sie sich als Hausfrau der Erziehung ihrer vier Kinder. Ab 1964 absolvierte sie eine künstlerische Ausbildung und war als Bildhauerin und Malerin tätig. Daneben unterrichtete sie freies Plastizieren an einer Waldorfschule. 1995 zeigte das Westpreußische Landesmuseum in Münster in einer Ausstellung ihre Plastiken und Aquarelle und 2004 ihre Skulpturen.

## Schriften
- Raum und Grenze : Skulpturen und Aquarelle. Laumann, Dülmen 2003, ISBN 978-3-89960-218-0.